# Trypanaeus petropolitanus
Trypanaeus petropolitanus är en skalbaggsart som beskrevs av Schmidt 1896. Trypanaeus petropolitanus ingår i släktet Trypanaeus och familjen stumpbaggar. Inga underarter finns listade i Catalogue of Life.